# Wohn- und Wirtschaftsgebäude Im Dorfe 2
Das Wohn- und Wirtschaftsgebäude Im Dorfe 2 (Heuerhaus Hische) im nordöstlichen Ortsteil Dötlingen-Klattenhof stammt vom frühen 19. Jahrhundert.
Aktuell (2023) wird es als Wohnhaus genutzt.
Das Gebäude steht unter Denkmalschutz (siehe auch Liste der Baudenkmale in Dötlingen).

## Geschichte
Das eingeschossige giebelständige Gebäude als Zweiständer-Hallenhaus in Fachwerk mit sichtbaren Steinausfachungen, mit reetgedecktem Krüppelwalmdach als Niedersachsengiebel mit Uhlenloch und niedersächsischen Pferdeköpfen stammt als Heuerhaus von 1826 (Inschrift über der Grooten Door). Es wurde 1987/88 saniert und umgebaut.
Auf dem Hof stehen weitere nicht denkmalgeschützte Nebengebäude.
Heuerhäuser für Bedienstete gehörten zu einem Bauernhof. Den Heuerleuten oder Heuerlingen, oft später geborene Söhne, gehörte zumeist auch ein Stück Land als Pachtbesitz. Heuerhäuser waren häufig eine kleine Ausfertigung eines Bauernhauses mit Platz für eine Kuh und einige Schweine.
Das Landesdenkmalamt befand: „… geschichtliche Bedeutung … für die Baugeschichte und für die Volkskunde …“